# Museo de Guadalajara
El Museo de Guadalajara, conocido anteriormente como Museo Provincial de Guadalajara, es un museo ubicado en el palacio del Infantado, situado en la ciudad de Guadalajara (España). Fue creado en 1838 e incluye colecciones principalmente de bellas artes, arqueología y etnología, entre otras. Acoge también varias exposiciones temporales a lo largo del año.

## Historia
El Museo de Guadalajara tiene una larga y agitada historia que se extiende desde 1838 hasta la actualidad. Es el museo provincial más antiguo de España y ha conocido varios cambios de sede y la dispersión y pérdida de gran parte de sus fondos, en un principio los bienes artísticos más valiosos de los edificios religiosos suprimidos con la Desamortización de Mendizábal.
El 19 de noviembre de 1838 se abrió al público el museo en el palacio de Antonio de Mendoza, compartiendo espacio con la prisión provincial hasta 1861, en que fue cerrado y desmontado.
En 1873 se reinauguró en una nueva sede, el palacio del Infantado, donde permaneció hasta 1898, cuando se trasladó al convento de la Concepción, en la plaza de Moreno, de donde sale al desmoronarse sus cubiertas en 1899. Las colecciones se almacenan entonces en el palacio de la Diputación de Guadalajara hasta 1972. En ese año las olvidadas obras del museo son "redescubiertas", se toma conciencia de su importancia y son enviadas por el Ministerio de Cultura de España al Instituto de Conservación y Restauración de Obras Culturales de Madrid. Una vez restauradas sirvieron para crear el nuevo Museo de Guadalajara, con sede en el palacio del Infantado.
En 1984 la gestión del museo fue transferida a la Junta de Comunidades de Castilla-La Mancha, aunque manteniendo la titularidad el Ministerio de Cultura.
La ubicación del museo en el palacio del Infantado en 1973 y la custodia de todos los objetos procedentes de trabajos arqueológicos desde 1985, marcan el actual funcionamiento del museo.

## Colecciones

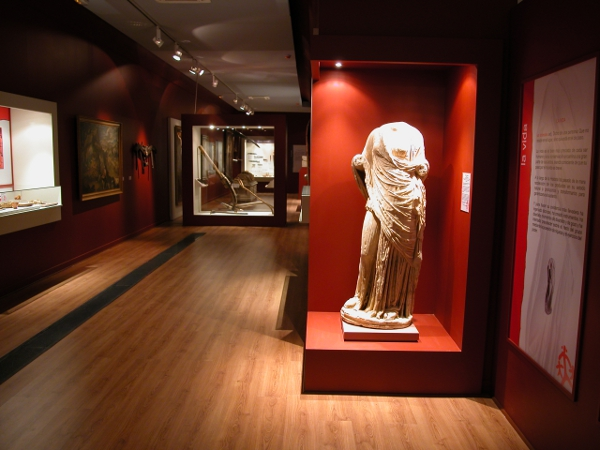
Sala I del Museo de Guadalajara

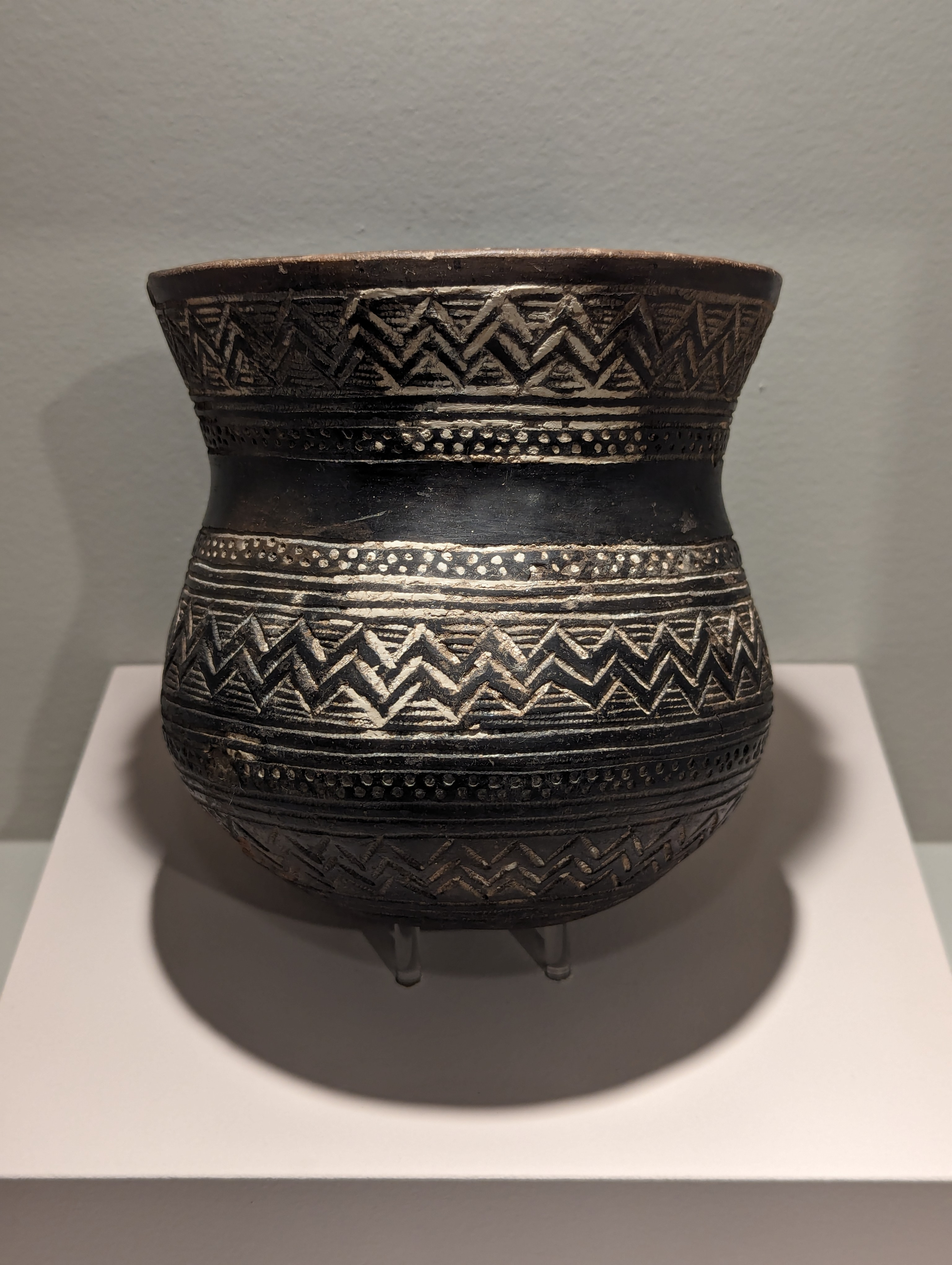
Cuenco campaniforme procedente de Valdepeñas de la Sierra

El Museo de Guadalajara custodia los objetos más relevantes del patrimonio cultural mueble de toda la provincia. Sus colecciones se integran en tres secciones: Bellas Artes, Arqueología y Etnografía, cuyo incremento no ha cesado desde su inauguración.
La colección de Bellas Artes es la más antigua del museo, formada por los bienes desamortizados a la iglesia a partir de 1835. Su origen marca la temática de las obras, la mayoría de carácter religioso. Los depósitos, donaciones y compras realizados completan una colección de más de 200 obras, entre pinturas, esculturas y mobiliario antiguo, cubriendo un espectro cronológico que va desde el siglo XV al XXI.
La sección de Arqueología reúne todos los objetos procedentes de las prospecciones y excavaciones arqueológicas realizadas en la provincia. Aunque algunas piezas ingresaron antes de 1973, la mayoría lo hicieron a partir de la aplicación de las leyes de patrimonio histórico estatal y autonómica, de 1985 y 1990 respectivamente.
La sección de Etnografía recoge los objetos relacionados con el arte y las costumbres populares de la provincia de Guadalajara. La sección se formó en una serie de campañas de recogida a lo largo de la provincia que permitieron constituir una amplia colección demostrativa de las formas de vida y actividades tradicionales (artesanía, apicultura, ganadería, etc.), a la que se añadieron los fondos de la Sección Femenina.

### La exposición permanenteTránsitos

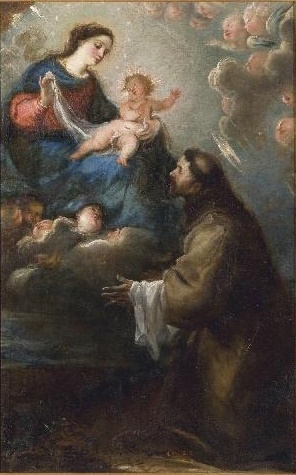
Aparición de la Virgen y el Niño a un santo franciscano, de Juan Carreño de Miranda. Óleo sobre lienzo expuesto en el Museo de Guadalajara

En 2007 se inauguró el montaje de la exposición permanente del museo, titulado Tránsitos, en el que se exponen los objetos más relevantes de las colecciones de bellas artes, arqueología y etnografía del museo, configurando un discurso unitario de carácter antropológico, un recorrido en torno a las ideas de la vida, la muerte y la religiosidad en las culturas que se han sucedido en el territorio que ocupa la provincia de Guadalajara desde el Paleolítico hasta el siglo XX.
Está dividida en cuatro áreas y diferentes secciones, en las que se van presentando las colecciones:
1. La vida: Caza, pesca y recolección. Agricultura y ganadería. La artesanía. Los juegos y juguetes. Riqueza y poder.
2. La muerte: Ritos de enterramiento. La Guerra.
3. Espacios y objetos sagrados.
4. El cielo en la tierra.

Las principales obras que se muestran en el museo son el sepulcro de Aldonza de Mendoza (siglo XV), La Virgen de la Leche de Alonso Cano, San Francisco recibiendo los Siete Privilegios de José de Ribera, dos terracotas de Luisa Roldán, una serie de arcángeles de Bartolomé Román, dos lienzos de Juan Carreño de Miranda y el Crucificado de Luis Tristán (todas del siglo XVII). Además pueden contemplarse objetos de procedencia arqueológica como la escultura femenina de Zenón de Afrodisias (siglo II), armamento celtibérico, yeserías mudéjares de la sinagoga del Prao de los Judíos de Molina de Aragón y piezas representativas de la cultura popular de la provincia de Guadalajara, como las máscaras de botarga de Arbancón o una colmena en tronco con tapa de pizarra de Roblelacasa.

## Actividades y servicios
El Museo de Guadalajara desarrolla un completo programa de actividades culturales a lo largo del año, como exposiciones temporales, celebradas en dos espacios expositivos distintos: las Salas del Duque, en las que se conservan unas pinturas al fresco del siglo XVI del pintor florentino Rómulo Cincinato, y la Sala Azul, área para exposiciones más reducidas. Además, habitualmente se realizan visitas y talleres didácticos para escolares a través de su gabinete educativo, ciclos de conferencias, vistas teatralizadas, presentaciones de libros, proyecciones comentadas, cursos, etc.
El Museo dispone de un taller de restauración, sala de investigadores y biblioteca especializada abierta al público.